# Graphania simillima
Graphania simillima är en fjärilsart som beskrevs av Emilio Berio 1979. Graphania simillima ingår i släktet Graphania och familjen nattflyn. Inga underarter finns listade i Catalogue of Life.